# Liste der Baudenkmäler in Unterwestrich
Die Liste der Baudenkmäler in Unterwestrich enthält die denkmalgeschützten Bauwerke auf dem Gebiet der Stadt Erkelenz im Kreis Heinsberg in Nordrhein-Westfalen (Stand: Oktober 2011). Diese Baudenkmäler sind in der Denkmalliste der Stadt Erkelenz eingetragen; Grundlage für die Aufnahme ist das Denkmalschutzgesetz Nordrhein-Westfalen (DSchG NRW).

| Bild                  | Bezeichnung           | Lage                                    | Beschreibung | Bauzeit                | Eingetragen seit | Denkmal- nummer |
| --------------------- | --------------------- | --------------------------------------- | --- | ---------------------- | ---------------- | --------------- |
| Zourshof              | Zourshof              | Unterwestrich Unterwestrich 13 Karte    | Baujahr: 19. u. 20. Jahrhundert, Kern älter, ehemalige wasserumwehrte vierflügelige Anlage, Wohnhaus zweigeschossig in fünf Achsen, Nebengebäude weitgehend erneuert. | 19. u. 20. Jahrhundert | 14. Mai 1985     | 289             |
| Wegekreuz von 1908    | Wegekreuz von 1908    | Unterwestrich In Unterwestrich Karte    | Werkstein mit Korpus, am Sockel Inschrifttafel mit Jahreszahl | 1908                   | 14. Mai 1985     | 288             |
| Wegekreuz am Zourshof | Wegekreuz am Zourshof | Unterwestrich Kuckumer Quellenweg Karte | Gusseisen mit Korpus und Marienfigur | 19. Jh.                | 14. Mai 1985     | 290             |